# Джаны-Айыл (Баткенская область)
Джаны-Айыл (кирг. Жаңы-Айыл) — село в Кадамжайском районе Баткенской области Кыргызстана. Входит в состав айылного аймака Исхак-Полотхан.

## География
Село расположено в восточной части области, вблизи государственной границы с Узбекистаном, на расстоянии приблизительно 7 километров (по прямой) к северо-западу от города Кадамжай, административного центра района. Абсолютная высота — 863 метра над уровнем моря.

## Население
Согласно оценочным данным Национального статистического комитета Кыргызской Республики, численность населения села на начало 2023 года составляла 971 человек.
| год     | 2009 | 2014 | 2015 | 2020 | 2021 | 2023 |
| ------- | ---- | ---- | ---- | ---- | ---- | ---- |
| человек | 636  | 945  | 725  | 839  | 924  | 971  |